# Bernard Nissille
 (août 2016).
Si vous disposez d'ouvrages ou d'articles de référence ou si vous connaissez des sites web de qualité traitant du thème abordé ici, merci de compléter l'article en donnant les références utiles à sa vérifiabilité et en les liant à la section « Notes et références ».
Bernard Nissille (ou Nissile) est un acteur, scénariste et réalisateur né le 29 novembre 1960 à Fribourg.

## Biographie
Après une licence de droit international public, à Paris-Sud XI, il intègre le Cours Florent et est reçu en 1987 à l'école du Théâtre des Amandiers dirigé par Patrice Chéreau et Catherine Tasca.
Il joue au théâtre sous la direction de metteurs en scène prestigieux. Il a joué au cinéma et à la télévision, dans plus de soixante films. Il réalise en 1994 un film sur le théâtre, Bête de scène, qui lui vaut des sélections au New York Film Festival, au festival international du filme de Locarno, au prix Angers 1995 meilleur court métrage européen ou à Villeurbanne, prix canal plus en 1995[réf. nécessaire].

## Théâtre
- 1987 : Penthésilée de Heinrich von Kleist, mise en scène Pierre Romans, Festival d'Avignon, Théâtre Nanterre-Amandiers
- 1987 : Catherine de Heilbronn de Heinrich von Kleist, mise en scène Pierre Romans, Festival d'Avignon, Théâtre Nanterre-Amandiers
- 1987 : Platonov d'Anton Tchekhov, mise en scène Patrice Chéreau, Festival d'Avignon, Théâtre Nanterre-Amandiers
- 1988 : Le Conte d'hiver de William Shakespeare, mise en scène Luc Bondy, Théâtre Nanterre-Amandiers, Festival d'Avignon, TNP Villeurbanne
- 1988 : Le Retour au désert de Bernard-Marie Koltès, mise en scène Patrice Chéreau, Festival d'automne à Paris Théâtre du Rond-Point
- 1988 : Hamlet de William Shakespeare, mise en scène Patrice Chéreau, Festival d'Avignon, TNP Villeurbanne, Le Cargo, tournée
- 1989 : Hamlet de William Shakespeare, mise en scène Patrice Chéreau, Théâtre Nanterre-Amandiers, tournée européenne

- 1990 : Pièce sans titre de Federico García Lorca, mise en scène Lluís Pasqual (es), Odéon-Théâtre de l'Europe, Comédie de Genève
- 1992 : Les Paravents de Jean Genet, mise en scène Marcel Maréchal, Théâtre de la Criée
- 1993 : John Gabriel Borkman de Henrik Ibsen, mise en scène Luc Bondy, Théâtre Vidy-Lausanne, Odéon-Théâtre de l'Europe
- 1995 : Antoine et Cléopâtre de William Shakespeare, mise en scène Pascal Rambert, MC93 Bobigny
- 1995 : Fantasio d’Alfred de Musset, mise en scène Claude Stratz, Comédie de Genève
- 1996 : Fantasio d’Alfred de Musset, mise en scène Claude Stratz, Théâtre national de Chaillot
- 1997 : Électre de Jean Giraudoux, mise en scène Mariamne Merlo, Théâtre 95 Cergy-Pontoise
- 2005 : Schweyk dans la Deuxième Guerre mondiale de Bertolt Brecht et Hanns Eisler, mise en scène Jean-Louis Martinelli, Théâtre Nanterre-Amandiers
- 2011 : Le Jeu de l'amour et du hasard de Marivaux, mise en scène Jean Liermier, Théâtre de Carouge (Suisse)
- 2012 : Figaro de Beaumarchais, mise en scène Jean Liermier, Théâtre de Carouge (Suisse)
- 2014 : Jeunesse sans dieu d'Ödön von Horváth mise en scène François Orsoni, Théâtre de la Bastille, Paris
- 2015 : L'Ours et La Demande en mariage d'Anton Tchekhov, mise en scène Laurence Côte, Théâtre Aktéon, Paris

## Filmographie

### Acteur

#### Cinéma

##### Longs métrages
- 1987 : Hôtel de France de Patrice Chéreau : Richard Veninger
- 1991 : Merci la vie de Bertrand Blier : un patient (non crédité)
- 1991 : Nord de Xavier Beauvois : le préparateur
- 1994 : La Reine Margot de Patrice Chéreau : un protestant
- 1996 : Irma Vep d'Olivier Assayas : Markus
- 1997 : Vicious Circles de Sandy Whitelaw : le banquier
- 1998 : Cantique de la racaille de Vincent Ravalec : le jeune entrepreneur
- 1998 : Fin août, début septembre d'Olivier Assayas : Frédéric
- 1999 : Haut les cœurs ! de Solveig Anspach : l'interne
- 2000 : Fais-moi rêver de Jacky Katu : le client obsédé
- 2000 : Mamirolle de Brigitte Coscas  le VRP
- 2000 : Sauve-moi de Christian Vincent : Lehman
- 2002 : L'adversaire de Nicole Garcia :
- 2003 : Le Coût de la vie de Philippe Le Guay : le praticien de l'échographie
- 2003 : Snowboarder d'Olias Barco : le secouriste Michel
- 2005 : La Ravisseuse d'Antoine Santana : Henri Blanchard
- 2005 : Les Invisibles de Thierry Jousse : le maître d'hôtel
- 2006 : OSS 117 : Le Caire, nid d'espions de Michel Hazanavicius : l'homme à l'aéroport
- 2007 : Actrices de Valeria Bruni-Tedeschi : Jean-Paul
- 2007 : Pas douce de Jeanne Waltz : le blessé ivre
- 2008 : Parlez-moi de la pluie d'Agnès Jaoui : l'homme du baptême
- 2010 : Simon Werner a disparu... de Fabrice Gobert : le père d'Alice
- 2011 : Présumé coupable de Vincent Garenq :
- 2012 : Le Paradis des bêtes d'estelle Larrivaz : policier suisse
- 2013 : Un château en Italie de Valeria Bruni-Tedeschi : le moine
- 2015 : Le Combat ordinaire de Laurent Tuel : le psychiatre
- 2018 : Les estivants de Valeria Bruni-Tedeschi : Serge
- 2022 : Les Amandiers de Valeria Bruni-Tedeschi : Gaspard
- 2023 : Jeanne du Barry de Maïwenn : Père Gomard

###### Courts métrages
- 1999 : Premier jour de printemps
- 2003 : Abîmes
- 2003 : Sois jeune et tais-toi
- 2004 : Illustre inconnue
- 2005 : Kitchen
- 2010 : La République
- 2015 : L'île à midi

#### Télévision

##### Séries télévisées
- 1991 : Le voyageur : Patient
- 1991 : V comme vengeance : L'inspecteur
- 1997 : L'histoire du samedi : Louis
- 1998-1999 : Le refuge : Massard
- 2001 : Avocats & associés : Gynécologue
- 2004-2005 : Sous le soleil : Conseiller Marbalo / Employeur Laure
- 2005 : Marc Eliot : Monsieur Pierson
- 2007 : Reporters : Eric Fouché
- 2008 : Paris enquêtes criminelles : Juge Patrick Servan
- 2009 : Hors Série : Erich Honecker
- 2015 : Paris : Directeur de la RATP
- 2015 : Malaterra, épisode 1 réalisé par Jean-Xavier de Lestrade : commandant Chevalier
- 2016 : Le juge est une femme : Capitaine Dupré

##### Téléfilms
- 1987 : Il était une fois dix neuf acteurs
- 1989 : Le Conte d'hiver : Berger
- 1996 : Le tuteur : Laurent
- 1997 : L'Homme que j'aime : Millau
- 1998 : Intime conviction : Nathan
- 1999 : Jamais sans toi : Gilbert
- 2002 : Le miroir d'Alice : Bernard
- 2002 : Vu à la télé : Assistant
- 2004 : L'Enfant de l'aube : Bertrand
- 2004 : Milady : Thomas Backson
- 2004 : Princesse Marie : Alexis Lèger
- 2005 : 3 jours en juin : Genéral 1
- 2007 : L'Affaire Sacha Guitry : Berthelot
- 2012 : Clara s'en va mourir : Directeur Chosend

### Réalisateur

#### Courts métrages
- 1994 : Bête de scène

### Scénariste

#### Courts métrages
- 1994 : Bête de scène